# Cirkumboreální oblast

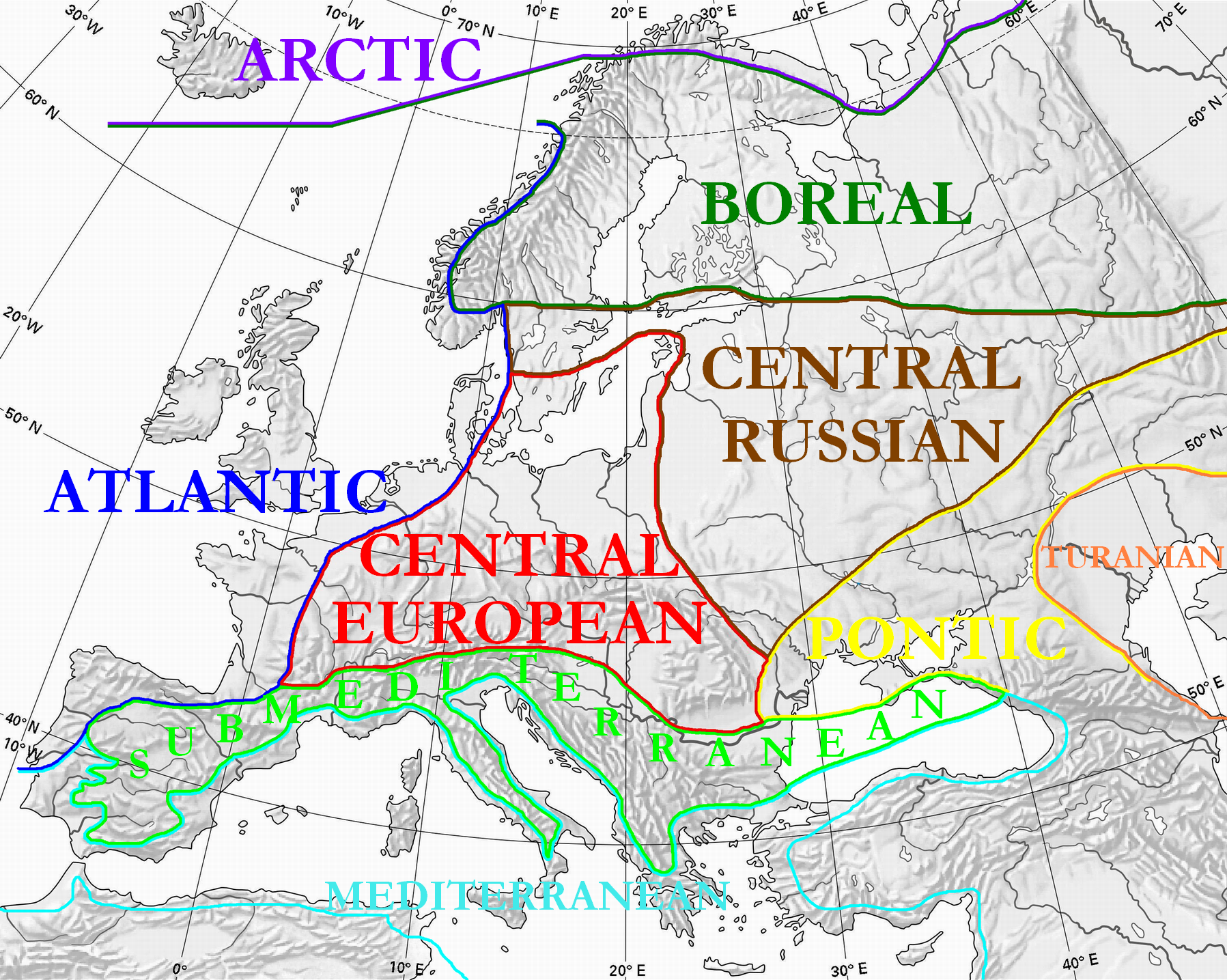
Floristické regiony v Evropě podle Wolfganga Freyho a Rainera Löscha

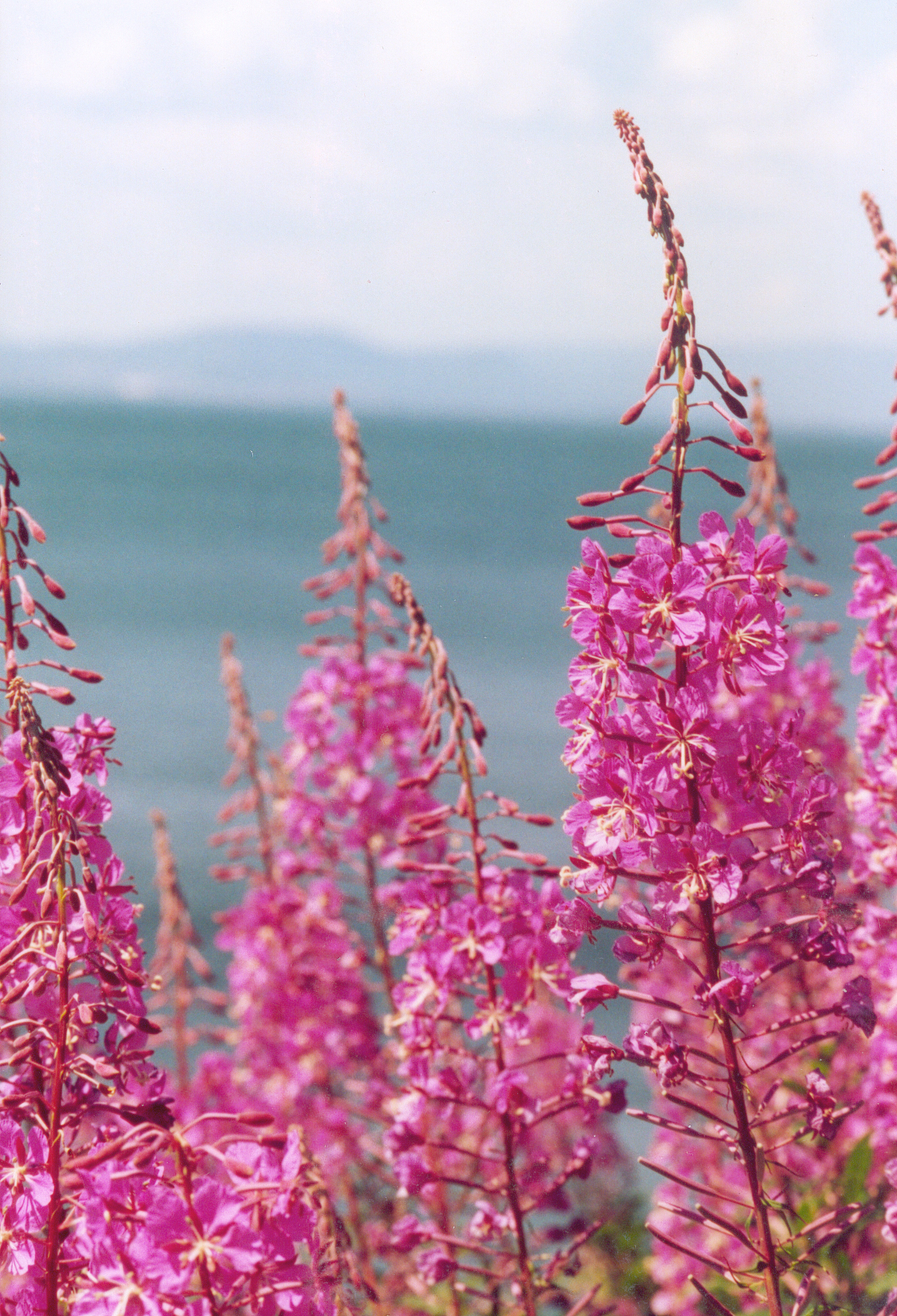
Vrbovka úzkolistá

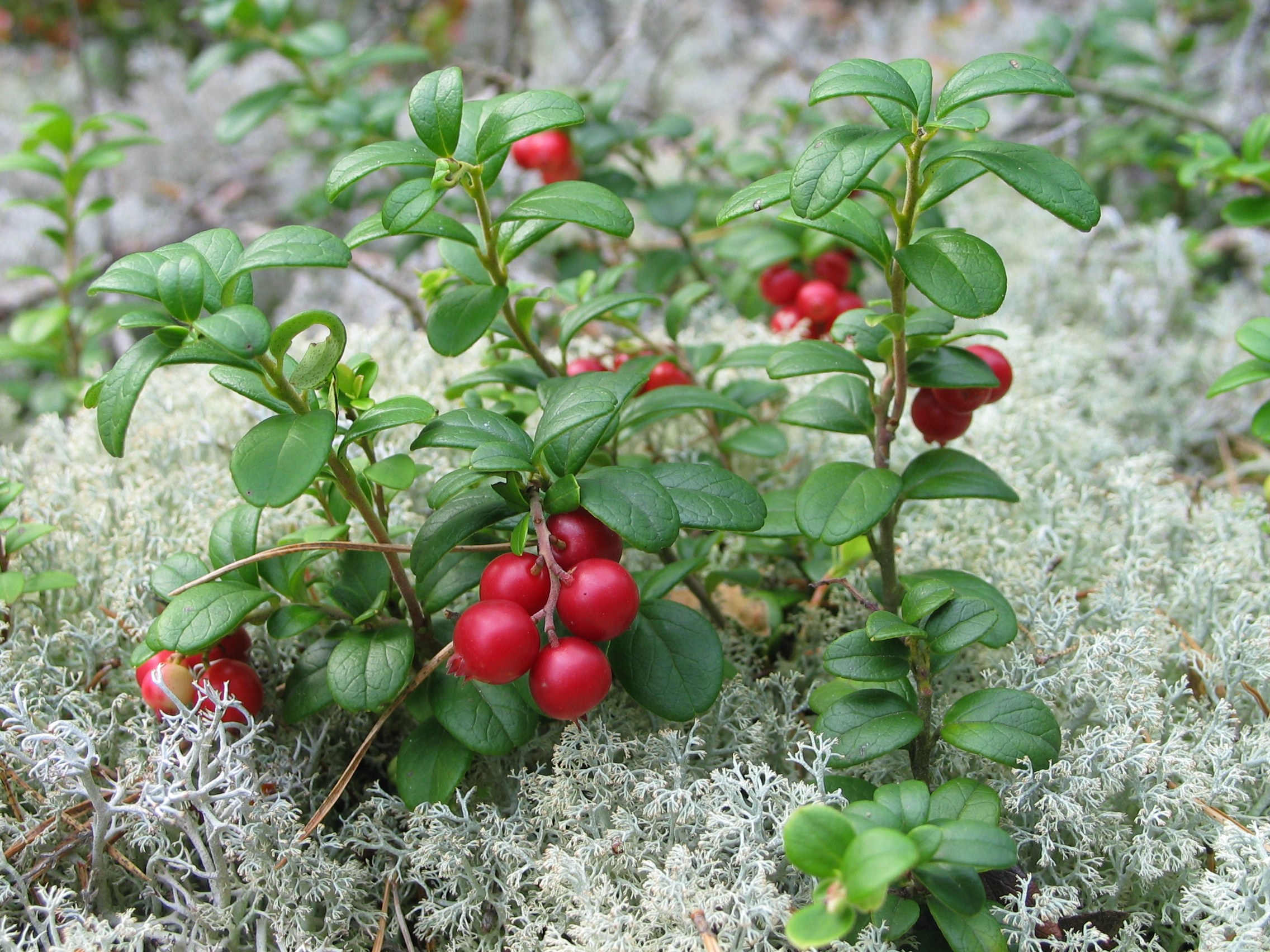
Brusnice brusinka

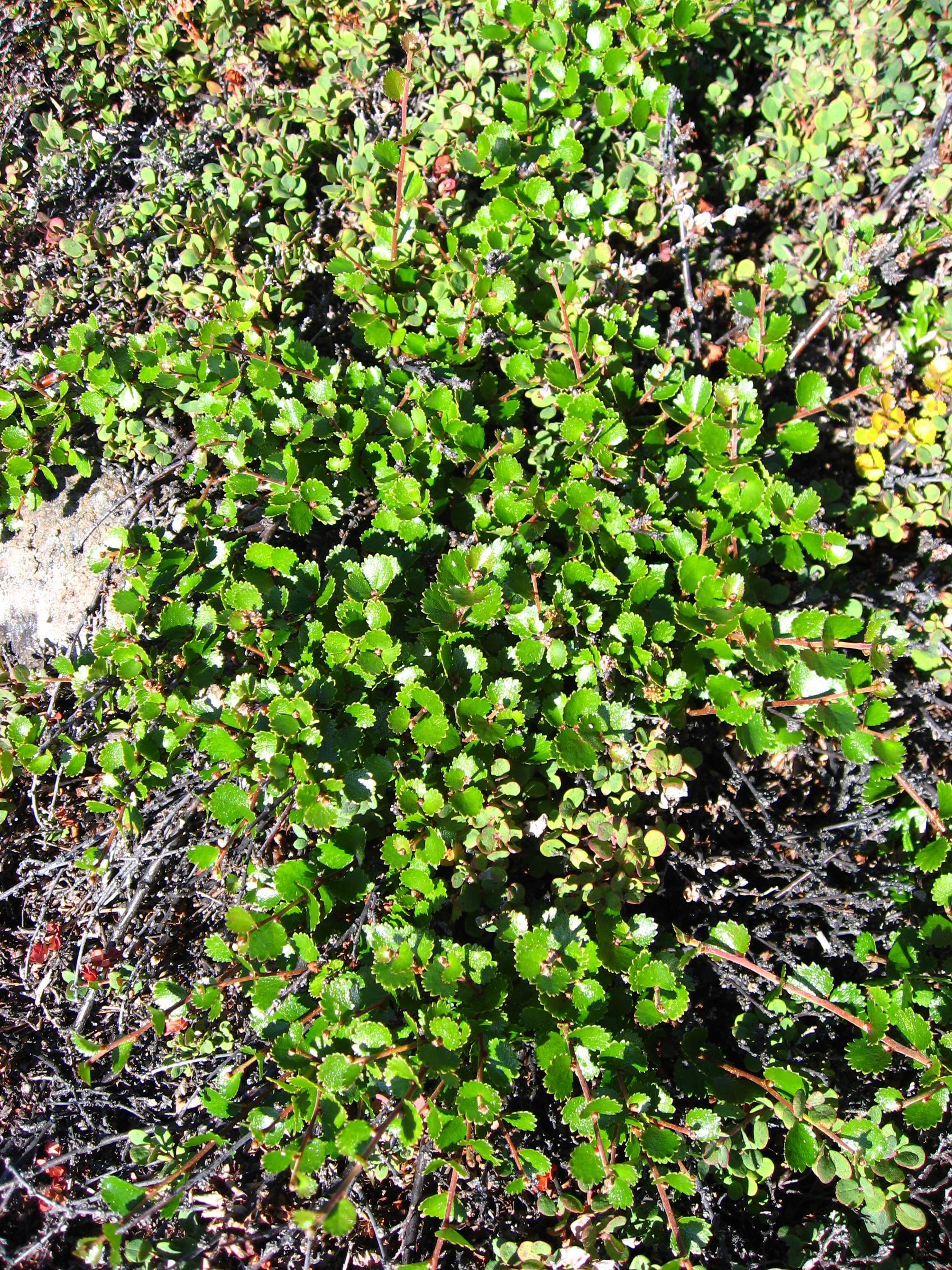
bříza zakrslá v Grónsku

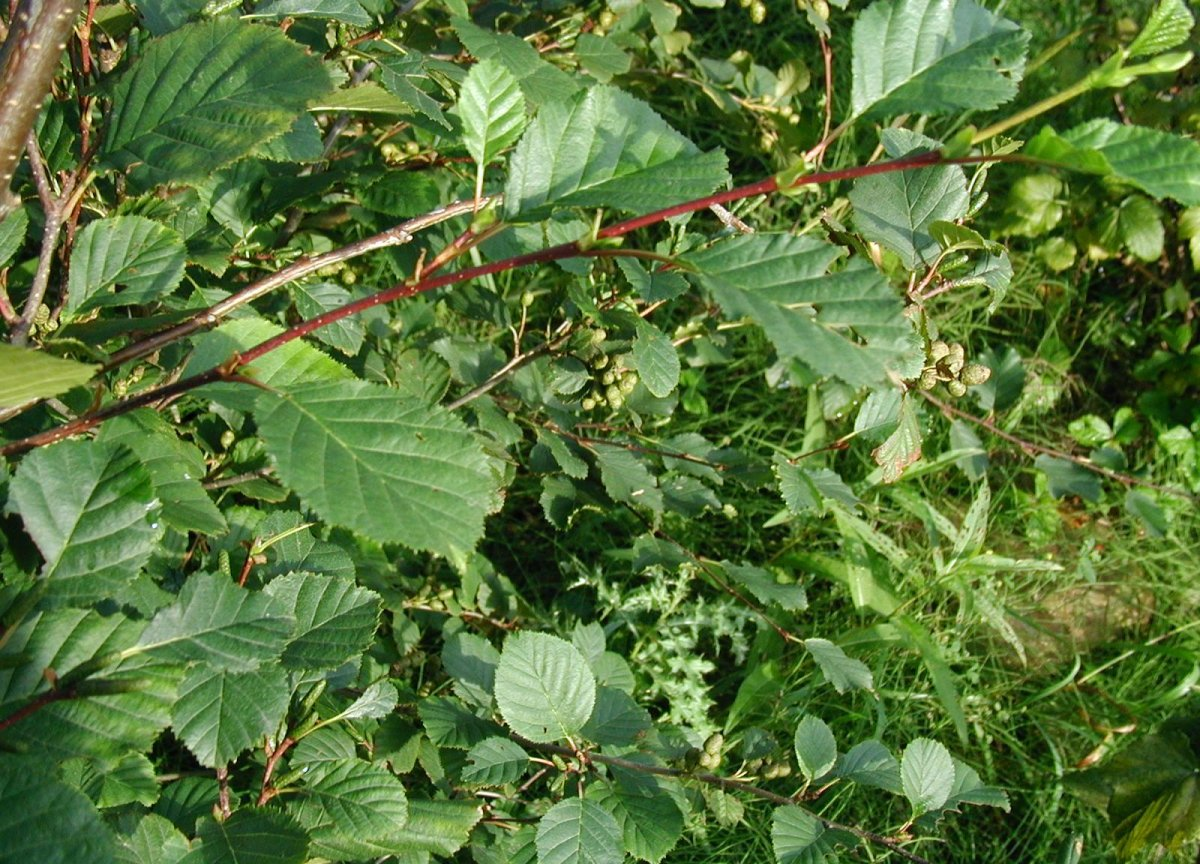
Olše zelená

Cirkumboreální oblast ve fytogeografii je floristický region uvnitř boreální říše v Eurasii a Severní Americe, jak ji vymezili geobotanikové jako byli Josias Braun-Blanquet a Armen Tachtadžjan. 
Je to největší floristická oblast na světě podle plochy, zahrnující většinu Kanady, Aljašky, Evropy, Kavkazu a Ruska, jakož i Severní Anatolie (jako nejjižnější část oblasti) a ze Spojených států amerických části severní Nové Anglie, Michiganu a Minnesoty. Severní části regionu zahrnují polární poušť, tajgu a tundru. Mnoho geobotaniků rozděluje euroasijské a severoamerické oblasti na dva odlišné oblasti. Kontinenty však sdílejí velkou část své boreální flóry (např. bříza zakrslá, olše zelená, brusnice brusinka, medvědice lékařská). Flóra byla zásadně ochuzena během glaciálu v pleistocénu. Cirkumboreální oblast je ohraničena Východoasijskou, Atlanticko-severoamerickou oblastí, Oblastí Skalistých hor, Středozemní a Íránsko-turanská oblastí. 
Neexistují žádné rostlinné čeledi endemické pro tuto oblast, ale má endemické rody (např. měsíčnice, Borodinia, Gorodkovia, Redowskia, dřípatka, Physospermum, jarmanka, Thorella, plicník, nemléč, Ramonda, Haberlea, Jankaea, řezan, kolotočník) a mnoho endemických druhů, zejména na horách. 

## Floristické provincie
Oblast se dělí do mnoha floristických provincií. Jejich vymezení je diskutabilní. Podle  Tachtadžjanovi klasifikace se jedná se o Arktickou, Atlanticko-evropskou, Středoevropskou, Ilyrsko-Balkánskou, Euxinskou, Kavkazskou, Východoevropskou, Severoevropskou, Západosibiřskou, Altajsko-sajanskou, Středosibiřskou, Zabajkalskou, Severovýchodosibiřskou, Ochotsko-kamčatskou a Kanadskou provincii.